# Richard von Kaufmann
Richard Franz Stanislaus Otto von Kaufmann (* 29. März 1849 in Köln; † 11. März 1908 in Charlottenburg) war ein deutsch-jüdischer Nationalökonom, Hochschullehrer und Regierungsbeamter sowie Kunstsammler und Mäzen.

## Leben
Richard von Kaufmann studierte in Bonn, Heidelberg und Berlin Rechts- und Staatswissenschaften. Er war Mitglied der Corps Guestphalia Bonn (1868) und Guestphalia Heidelberg (1869).
Er siedelte 1871 nach Berlin über, wo er zuerst an einer Bank arbeitete, bevor er an der Friedrich-Wilhelms-Universität zu Berlin zum Dr. jur. und Dr. phil. promoviert wurde, sich habilitierte und ab 1879 als Lehrer für Nationalökonomie an der Landwirtschaftlichen Hochschule Berlin tätig war. Noch im gleichen Jahr folgte er einer Berufung zum Professor der Nationalökonomie an die Technische Hochschule Aachen. 1883 kehrte er nach Berlin zurück, wo er eine Anstellung beim preußischen Finanzministerium fand. Ab 1889 entschied er sich, seine Lehrtätigkeit an der Technischen Hochschule Charlottenburg als Professor für Nationalökonomie wieder aufzunehmen. Er besaß zahlreiche Immobilien, die ihm ein gutes Einkommen sicherten.

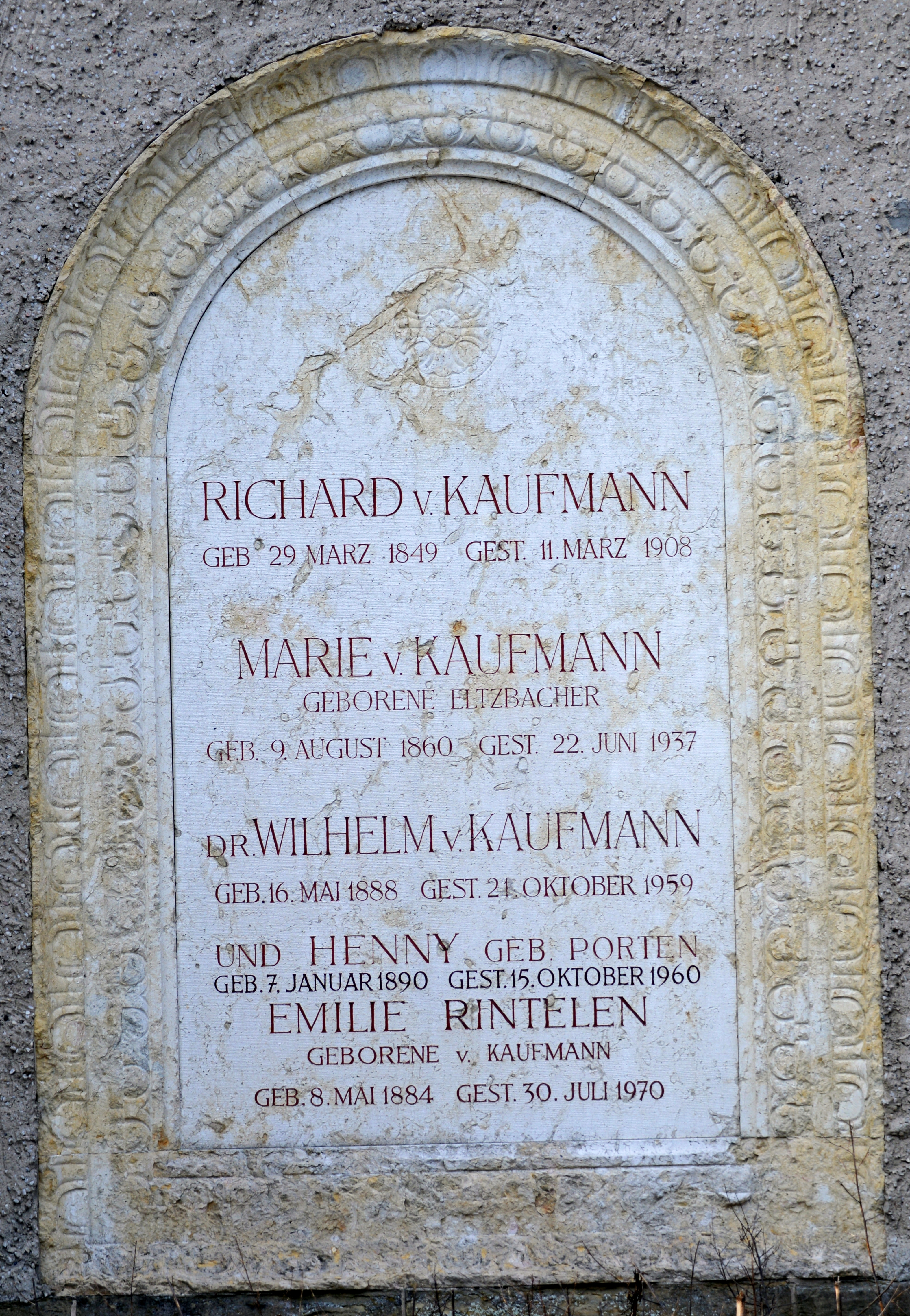
Inschriftentafel am Grab Richard von Kaufmanns

Richard von Kaufmann starb 1908 im Alter von fast 59 Jahren in Charlottenburg. Beigesetzt wurde er in der Familiengruft im Untergeschoss der Friedhofskapelle auf dem Kaiser-Wilhelm-Gedächtnis-Friedhof in Westend. Später wurden hier auch seine Ehefrau Marie von Kaufmann geb. Eltzbacher (1860–1934) und zwei der gemeinsamen Kinder beigesetzt: Emilie Rintelen geb. von Kaufmann (1884–1970) und der Arzt und Filmproduzent Wilhelm von Kaufmann (1888–1959) mit dessen Ehefrau, der Schauspielerin Henny Porten (1890–1960). Nur eine einfache Inschriftentafel mit Ornamentrahmung  an der Südmauer der Friedhofskapelle erinnert an die Toten der Familie Kaufmann. In der Gruft selbst stehen die beiden großen Holzsärge des Ehepaars Kaufmann sowie auf einem Regal die Bronzekopie einer antiken Skulptur des Kopfes der Niobe. Richard von Kaufmann hatte die Gruft beim Bau der Kapelle im Jahr 1903 erworben.
Ein weiterer Sohn war der Diplomat Heinrich von Kaufmann-Asser.

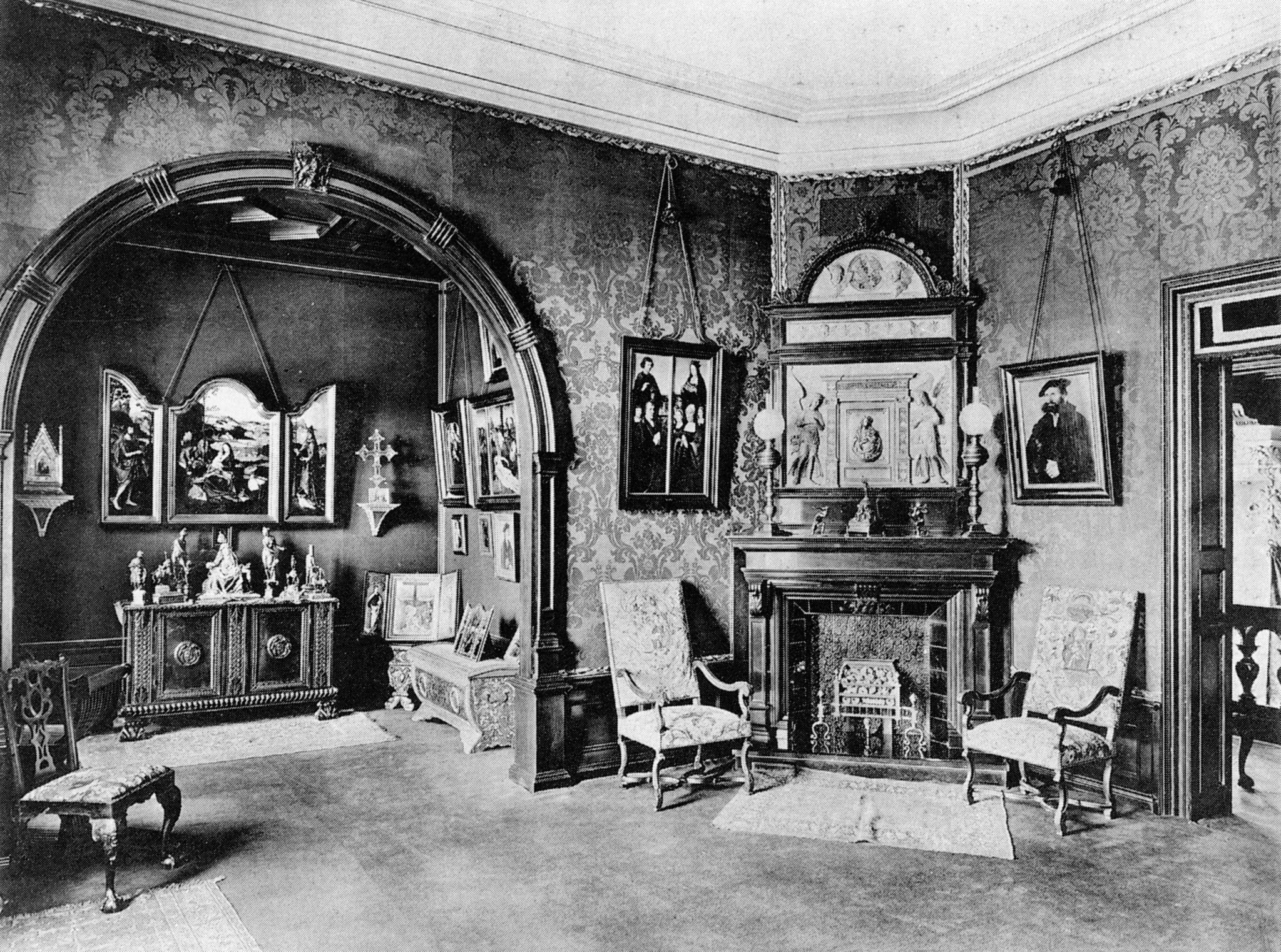
Sammlung Richard von Kaufmann, italienische Möblierung 16.–18. Jh., u. a. flämisches Altarretabel 16. Jh., in der Mitte Gemälde von Peter Vischer d. Ä. oder d. J., rechts Gemälde von Lucas Cranach d. Ä.

## Der Kunstsammler
Richard von Kaufmann begann seine Sammeltätigkeit in den Jahren zwischen 1879 und 1883, indem er vor allem antike Kleinkunst und mittelalterliche Kunst erwarb. Doch erst nach seinem endgültigen Umzug nach Berlin begann er im großen Stil zu sammeln. Er erwarb nun Gemälde, Skulpturen und Kunsthandwerk der frühen Neuzeit. Seine Vorliebe galt vor allem der cisalpinen Kunst, er sammelte aber, dem Zeitgeschmack entsprechend, auch italienische und zeitgenössische Werke. Unter anderem besaß er den „Apokalyptischen Reiter“ von Arnold Böcklin. Beim Ankauf und der Einrichtung seines Hauses in Charlottenburg ließ er sich von Wilhelm von Bode beraten. In seiner Eigenschaft als anerkannter Bildungsbürger und Sammler war er Mitbegründer des Orient-Komitees sowie Mitglied im Kaiser Friedrich-Museums-Verein, in der Kunstgeschichtlichen Gesellschaft, im Verein der Freunde antiker Kunst sowie im Verein für deutsche Volkskunde. Darüber hinaus finanzierte er umfangreiche Ausgrabungsarbeiten in Sendschirli in der Türkei. Im März 1892 entdeckte er in Ägypten das sogenannte Grab der Aline, in dem sich einige der heute bekanntesten Mumienporträts fanden.
In seiner Verbundenheit zu Wilhelm von Bode stiftete er den Berliner Museen (Abteilung der Bildwerke der christlichen Epoche Gemäldegalerie) eine Reihe von Kunstwerken, von denen besonders die „Madonna an der Rasenbank“ von Robert Campin zu nennen ist. Diese „Richard-von-Kaufmann-Stiftung“ musste 1938 aufgrund der jüdischen Abstammung ihres Stifters in „Stiftung zu Gunsten der Gemäldegalerie“ umbenannt werden. Nach seinem Tod schenkte seine Witwe den Museen weitere Werke, bevor die Sammlung 1918 versteigert wurde. Zu seiner imposanten Sammlung gehörten Werke von Pieter Bruegel d. Ä. („Schlaraffenland“ – heute München, Alte Pinakothek), Lucas Cranach d. Ä., Gerard David („Der hl. Johannes d. T.“ – heute New York, Metropolitan Museum of Art), Giovanni di Paolo, Jan Gossaert („Bildnis eines Mannes“ – heute New York, Metropolitan Museum of Art), Hans Suess von Kulmbach („Bildnis eines Mannes“ – heute Berlin, Gemäldegalerie), Zanobi Machiavelli, Meister des Bartholomäus-Altars („Die Taufe Christi“ – heute Washington, National Gallery of Art), Pietro da Rimini und Peter Vischer d. Ä. oder d. J.

## Schriften
- Die Zuckerindustrie. Berlin 1878.
- Die Vertretung der wirtschaftlichen Interessen Europas in den Staaten. Berlin 1879.
- L'association douanière de l'Europe centrale. Paris 1880.
- Die Finanzen Frankreichs. Leipzig 1882. (ins Französische übersetzt: Paris 1884.)
- Die Reform der Handels- und Gewerbekammer. Berlin 1883.